# Porta Maggiore

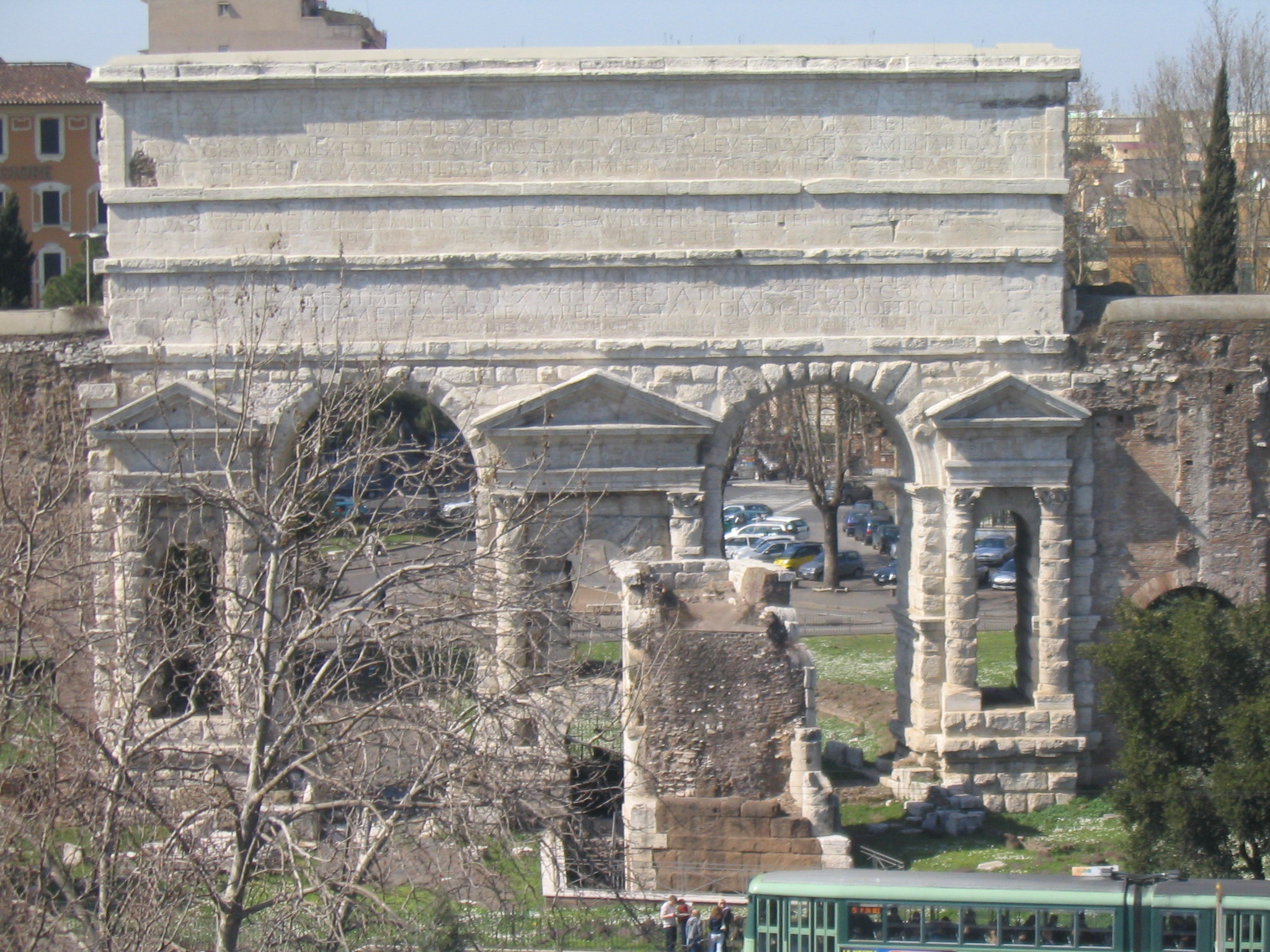
Part externa de la Porta Maggiore.

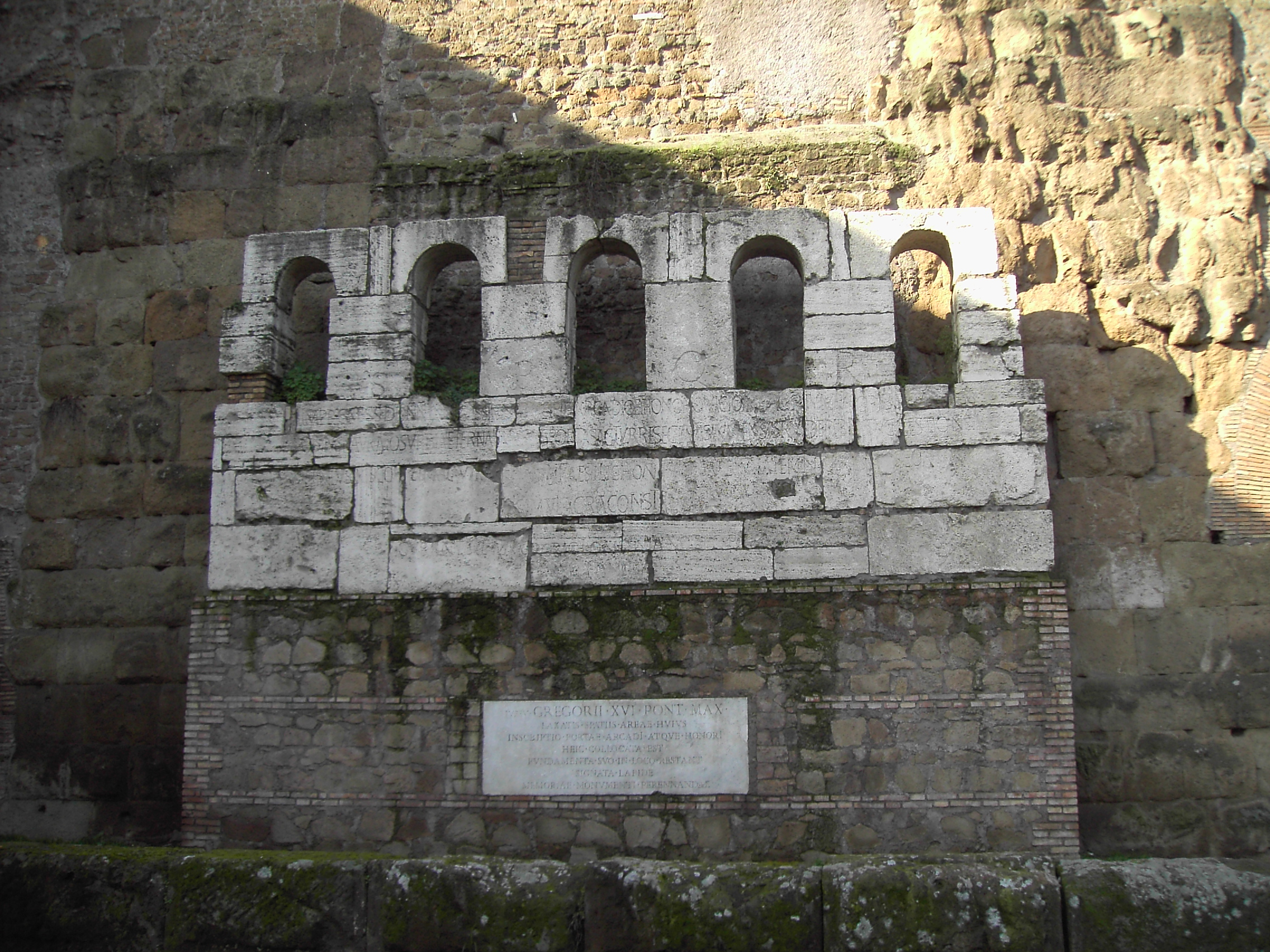
Restes de la porta d'Honori, que no hi són ubicades en el seu lloc original.

La Porta Maggiore ('Porta Gran'), o Porta Praenestina, és una de les portes orientals de la Muralla Aureliana, a Roma.
Pel mig de la porta hi transcorrien dues vies antigues: la Via Praenestina i la Via Labicana. La Via Praenestina era el camí de l'est cap a Praeneste, la moderna vila de Palestrina, mentre que la Via Labicana (ara denominada Via Casilina, marxava cap al sud-est de la ciutat.

## Arquitectura
La Porta Maggiore és un dels millors llocs per veure i comprendre els aqüeductes romans. Es tracta d'un doble arc monumental construït en travertí blanc (un tipus de pedra calcària). Al principi va ser conegut com a Porta Prenestina, potser una referència a la carretera que la travessa (la Via Praenestina). La «porta», construïda en l'any 52 per l'emperador Claudi, va ser pensada originalment per a proporcionar una secció decorativa de suport a dos aqüeductes, l'Aqua Claudia i l'Anio Novus. En aquell moment aquests aqüeductes creuaven les antigues vies Labicana i Praenestina, proporcionant així l'oportunitat de situar en aquest lloc una mena d'arc de triomf a la conquesta de la naturalesa i del seu vencedor, l'emperador Claudi. El canal de l'Aqua Claudia està sobreposat a l'altre, tal com es pot apreciar a la secció transversal que travessa l'àtic del travertí a la part superior de la porta.
Conté inscripcions en honor dels emperadors Claudi, Vespasià i Tit Flavi Sabí Vespasià per ser els qui havien destinat els diners que van fer possibles aquests aqüeductes. La porta es va incorporar a la Muralla Aureliana l'any 271 quan l'emperador Aurelià la va convertir en una autèntica porta d'entrada a la ciutat. Els experts es refereixen a aquest fenomen com un primerenc exemple d'«arquitectura reciclable», el que vol dir, essencialment, adaptar una estructura existent per a un altre ús, com en aquest cas, un aqüeducte en part de muralla.
Va ser modificada més tard per l'emperador Honori, quan va augmentar les muralles el 405. Els fonaments d'una garita de vigilància afegida en aquest període encara són visibles, mentre que a la part superior de la porta, construïda per Honori, s'ha traslladat al seu costat esquerre.
Actualment, se la coneix amb el nom de Porta Maggiore. Possiblement perquè la via que la travessa condueix cap a la basílica de Santa Maria Maggiore, un important lloc de veneració dedicat a la Mare de Déu.

### Inscripcions[3]
Les següents inscripcions figuren de manera destacada a l'àtic de la Porta Maggiore:
TI. CLAUDIUS DRUSI F. CAISAR AUGUSTUS GERMANICUS PONTIF. MAXIM., / TRIBUNICIA POTESTATE XII, COS. V, IMPERATOR XXVII, PATER PATRIAE, / AQUAS CLAUDIAM EX FONTIBUS, QUI VOCABANTUR CAERULEUS ET CURTIUS A MILLIARIO XXXXV, / ITEM ANIENEM NOVAM A MILLIARIO LXII SUA IMPENSA IN URBEM PERDUCENDAS CURAVIT.
Interpretació: "En l'any 52, l'emperador Claudi Drus ? Cèsar August Germànic Pontífex Màxim / amb potestat tribunícia […] va dur les aigües de l'aqüeducte (acqua Claudia) a Roma des de les fonts naturals anomenades Caeruleus i Curtius al mil·liari 45, i el mateix van fer amb l'Anio Novus des del mil·liari 62, ambdós de les seues pròpies expenses".
IMP. CAESAR VESPASIANUS AUGUST. PONTIF. MAX. TRIB. POT. II IMP. VI COS. III DESIG. IIII P. P. / AQUAS CURTIAM ET CAERULEAM PERDUCTAS A DIVO CLAUDIO ET POSTEA INTERMISSAS DILAPSASQUE / PER ANNOS NOVEM SUA IMPENSA URBI RESTITUIT.
Interpretació:" En l'any 71, l'emperador Cèsar Vespasià August Pontífex Màxim Tribú […] / restaurà per a la ciutat de les seues pròpies expenses les aigües caerulanes i curtianes, les quals havien estat portades pel diví Claudi però que havien tingut interrupcions durant nou anys".
IMP. T. CAESAR DIVI F. VESPASIANUS AUGUSTUS PONTIFEX MAXIMUS TRIBUNIC. / POTESTATE X IMPERATOR XVII PATER PATRIAE CENSOR COS. VIII / AQUAS CURTIAM ET CAERULEAM PERDUCTAS A DIVO CLAUDIO ET POSTEA / A DIVO VESPASIANO PATRE SUO URBI RESTITUTAS CUM A CAPITE AQUARUM A SOLO VETUSTATE DILAPSAE ESSENT NOVA FORMA REDUCENDAS SUA IMPENSA CURAVIT.
Interpretació: "En l'any 81, l'emperador Titus Cèsar Diví Flavi August Pontífex Màxim Tribunici de les seues pròpies expenses, va portar les aigües caerulanes i curtianes, introduïdes pel diví Claudi i més tard reparades per a la ciutat pel diví Vespasià, pare d'en Titus, restaurat amb noves estructures des de la font, després que l'aqüeducte va ser destruït des dels fonaments".

## Restes arqueològiques properes
Prop de la porta, just fora de la muralla, hi ha la inusual Tomba d'Eurísaces, el forner, construïda per Marc Virgili Eurísaces.
El 1915, es va descobrir una basílica neopitagòrica soterrada prop de la Via Praenestina, datada del primer segle de la nostra era. Constava de tres naus i un absis, un disseny similar al que es començaria a adoptar a les basíliques cristianes durant el segle iv. Les voltes estan decorades amb estucs blancs que simbolitzen les creences neopitagòriques, encara que el significat precís dels elements de la decoració segueix sent un tema de debat.